# Trachelas santaemartae
Trachelas santaemartae är en spindelart som beskrevs av Schmidt 1971. Trachelas santaemartae ingår i släktet Trachelas och familjen flinkspindlar.
Artens utbredningsområde är Colombia. Inga underarter finns listade i Catalogue of Life.